# Semomesia
Semomesia is een geslacht van vlinders uit de familie van de prachtvlinders (Riodinidae), onderfamilie Riodininae.
Semomesia werd in 1851 voor het eerst wetenschappelijk beschreven door Westwood.

## Soorten
Semomesia omvat de volgende soorten:
- Semomesia alyattes Zikán, J, 1952
- Semomesia capanea (Cramer, 1779)
- Semomesia croesus (Fabricius, 1776)
- Semomesia geminus (Fabricius, 1793)
- Semomesia macaris (Hewitson, 1859)
- Semomesia marisa (Hewitson, 1858)
- Semomesia nesti (Hewitson, 1858)
- Semomesia tenella Stichel, 1910